# 屋代忠正
屋代 忠正（やしろ ただまさ）は、江戸時代前期の大名。安房国北条藩初代藩主。官位は従五位下・越中守。

## 生涯
屋代秀正の長男として誕生。
慶長19年（1614年）、大坂冬の陣で父と共に出陣する。慶長20年（1615年）3月、甲斐国巨摩郡に4000石の所領を与えられた。元和9年（1623年）、父の死去により家督とその遺領を継ぎ、自分の所領と合わせて1万石となったため、大名となった。その後、徳川忠長の御附家老となる。しかし寛永9年（1632年）10月、忠長が幕命により改易されると、連座して改易され、松平光長預かりの身となった。
寛永13年（1636年）9月、罪を許され、寛永15年（1638年）2月8日、安房国内に1万石を与えられて北条藩主となる。後に百人組頭となった。寛文2年（1662年）4月24日、69歳で死去し、跡を養嗣子の忠興が継いだ。

## 系譜
- 父：屋代秀正（1558-1623）
- 母：屋代政国娘
- 正室：大関高増娘
- 継室：松平重忠娘
- 生母不明の子女
  - 女子：桑山貞寄室
  - 女子：中山直次室
  - 女子：小宮山宣明室
  - 女子：松平某室
  - 五女：屋代忠興養女 - 屋代忠位正室
  - 女子：安藤直利正室
- 養子
  - 男子：屋代忠興（1619-1663） - 朝倉宣正の四男